# Östanås herrgård
Östanås herrgård var en herrgård i Älvsbacka socken, Karlstads kommun, uppförd under 1700-talet. Herrgården brann ned i november 1915. Från 1893 användes herrgården som behandlingshem för "vanartiga barn".

## Historia
Den gamla herrgården byggdes 1742. Den var en av de större och mer representativa i Värmland. Herrgården var den vanliga värmländska typen med en timrad byggnad i två våningar med skiffertak, profilerade fönsteromfattningar och dekorativt utformade vindskupor. Herrgården hade två envåningsflyglar med skiffertak. Den låg vackert med utsikt över Lersjön och Östra Örten och med Älvsbacka kyrka i söder.
På herrgården fanns på 1800-talet en betydande konstsamling med bland annat verk av Rembrandt, Tizian och van Dyck.
Sista bruksägarna var släkten Croneborg. Tidigare släkter var bland andra Tigerhielm, Kolthoff, Hedengren, von Hofsten, von Rappholt, Heijkenskjöld och von Hissing.
Bruksrörelsen gick i konkurs 1894 under "den stora bruksdöden-perioden", och egendomen såldes. Landstinget förvärvade herrgården.

### Herrgårdsbranden
Den fjärde november 1915 "sprängeldade" några pojkar kakelugnarna i herrgården där de bodde. På så vis försökte de få skyddshemmet att brinna upp. De misslyckades men fick dock ännu en chans den 7 november på eftermiddagen då föreståndaren var borta. En 14-årig pojke, den yngste, Olof 14 år, hade "övertalats" att tända på. Han var den som smög upp på vinden med fotogen i en dunk, som han stulit i slöjden. Pojken smög in genom den obevakade dörren upp till vindstrappan. Väl uppe på vinden stänkte han ut fotogenet och tände på. Hela herrgården övertändes och när brandkåren efter lång tid kom till platsen fanns ingenting de kunde göra. På morgonen 8 november pyrde det i det förkolnade timret.
Åtta äldre pojkar häktades, de som var över femton år, och 14-åringen togs om hand hemma hos landsfiskalen. De åtta häktade dömdes sedan till sex månaders straffarbete och 14-åringen sattes på en hårdare skyddsanstalt: Hall.
Men det var inte han som låg bakom det hela, kan man läsa i protokoll och minnesböcker från den tiden. Det var den mer förslagne Torvald, 15 år, från Karlstad som planlade branden. Han togs in på hemmet som 14-åring. Pappan var gjuteriarbetare. Torvald hade tidigt hemfallit åt "lögn och tjuveri" står det i minnesboken. Han hade varit med om en mängd stölder, "en del i förening med inbrott". Torvald var så förslagen att han till och med blev ledare för en hel tjuvliga och därigenom blivit "högst skadlig för kamrater och samhälle". Det börjar dåligt för Torvald på Älfåsens skyddshem". Han betraktades, av lärare och föreståndare, "som opålitlig och listig" och i november 1915 häktades han för mordbranden. Så här skrev föreståndaren efter förhöret: "Torvald var sjelen i mordbranden. Han planerade det hela och i sista minuten sporrade Olof att tända på". Men det var inte nog med det. När det brann som bäst gav han lillpojken Olof sitt munspel "som belöning för att han äntligen lyckades. En ovanligt förslagen och listig bovnatur!" står det som slutkläm i minnesboken.
Påföljande år 1916 brann också en av de två flyglarna, men att även denna brand var anlagd kunde aldrig bevisas.

### Övriga herrgården
Betty Croneborg, (tidigare Barbara Geymüller) hade anlagt parken och trädgårdsanläggningarna. Hon var gift med Ulric Croneborg, chargé d’affaires för Sverige i Wien åren 1824–1827, och sedan ägare till Älvsbacka bruk. Trädgården och den engelska bruksparken förföll, och växthusen revs ner. De sista spåren av den cronenborgska epoken försvann då också den andra flygelbyggnaden revs och 1919 flyttades till Mölnbacka  över de frusna Örtensjöarna med häst och släde, där bygget stod klart 1920 och fick namnet Haga. Detta för att lämna plats för en ny bebyggelse till en verkstadsskola.